# Міжнародний аеропорт Кошта-де-Прата
Міжнародний аеропорт Кошта-де-Прата (порт. Aeroporto Internacional da Costa de Prata), також відомий як аеропорт Фігейра-да-Фош (порт. Aeroporto da Figueira da Foz), мав бути аеропортом у Фігейра-да-Фош, Португалія, точніше в Лавуші, за 7 км на південь від центру міста, і обслуговувати це місто, Срібний берег та центральний регіон країни. Незважаючи на весь свій масштаб, він так і не зійшов на землю і зрештою був залишений.
Запланований на відкриття в 1993 році, на додаток до аеропорту, проєкт передбачав університетський навчальний центр аеронавігації та, в довгостроковій перспективі, швидкісну залізницю або монорейкову лінію, що з’єднує аеропорт з центром Фігейра-да-Фош та іншими містами. в регіоні, включаючи Коїмбру, Лейрію та Фатіму. Проєктом займалася Globo Air, португальська, північноамериканська та французька приватна компанія, яка мала на меті створити авіакомпанію, яка могла б використовувати цей аеропорт як хаб. Проєкт був задуманий студією Atelier da Cidade, яка передбачала термінал у круговій плануванні, здатний розмістити 21 широкофюзеляжний літак.